# Nhà hàng gợi cảm

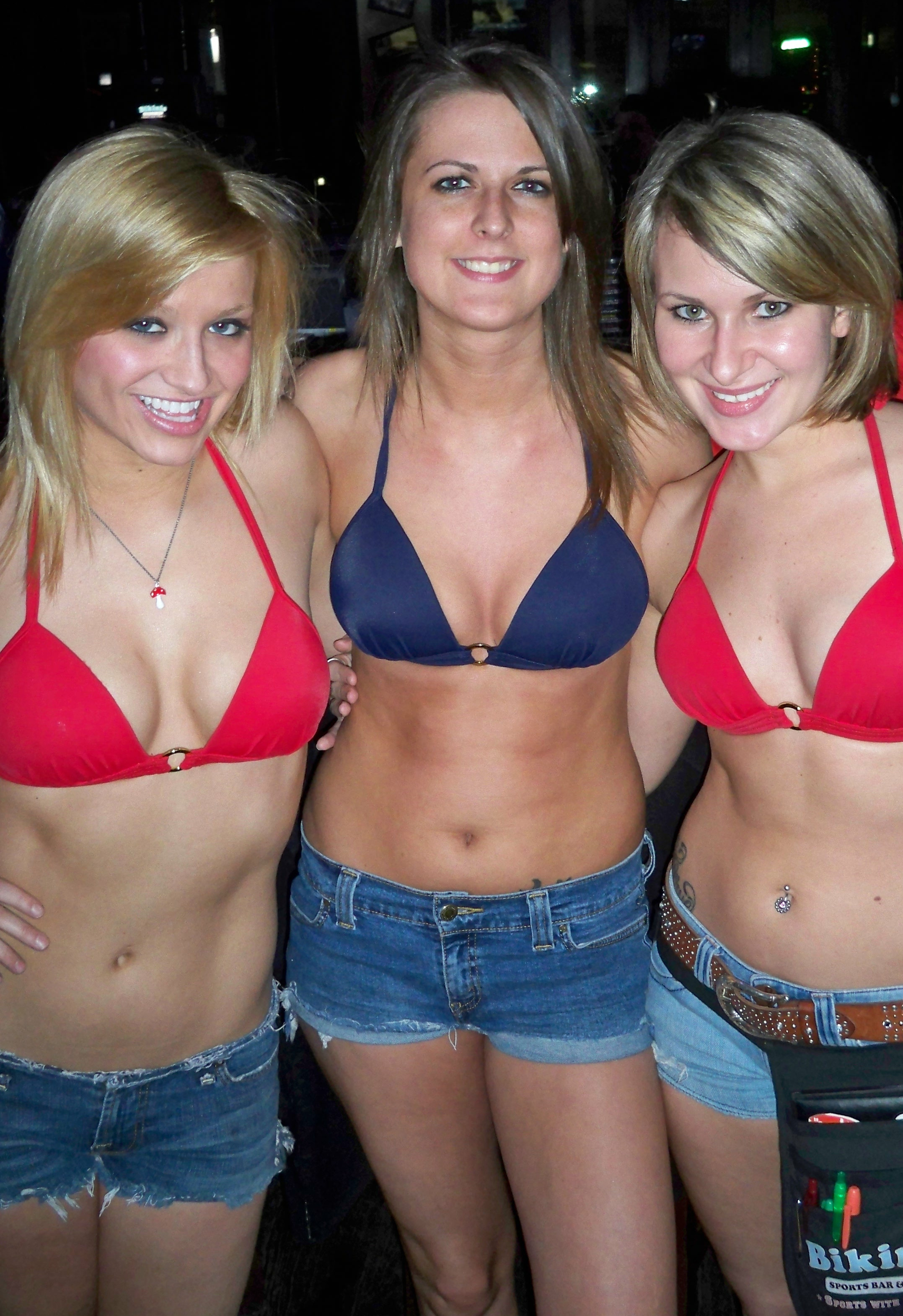
Các cô bồi bàn ăn bận khêu gợi tại ở nhà hàng Bikinis Sports Bar & Grill

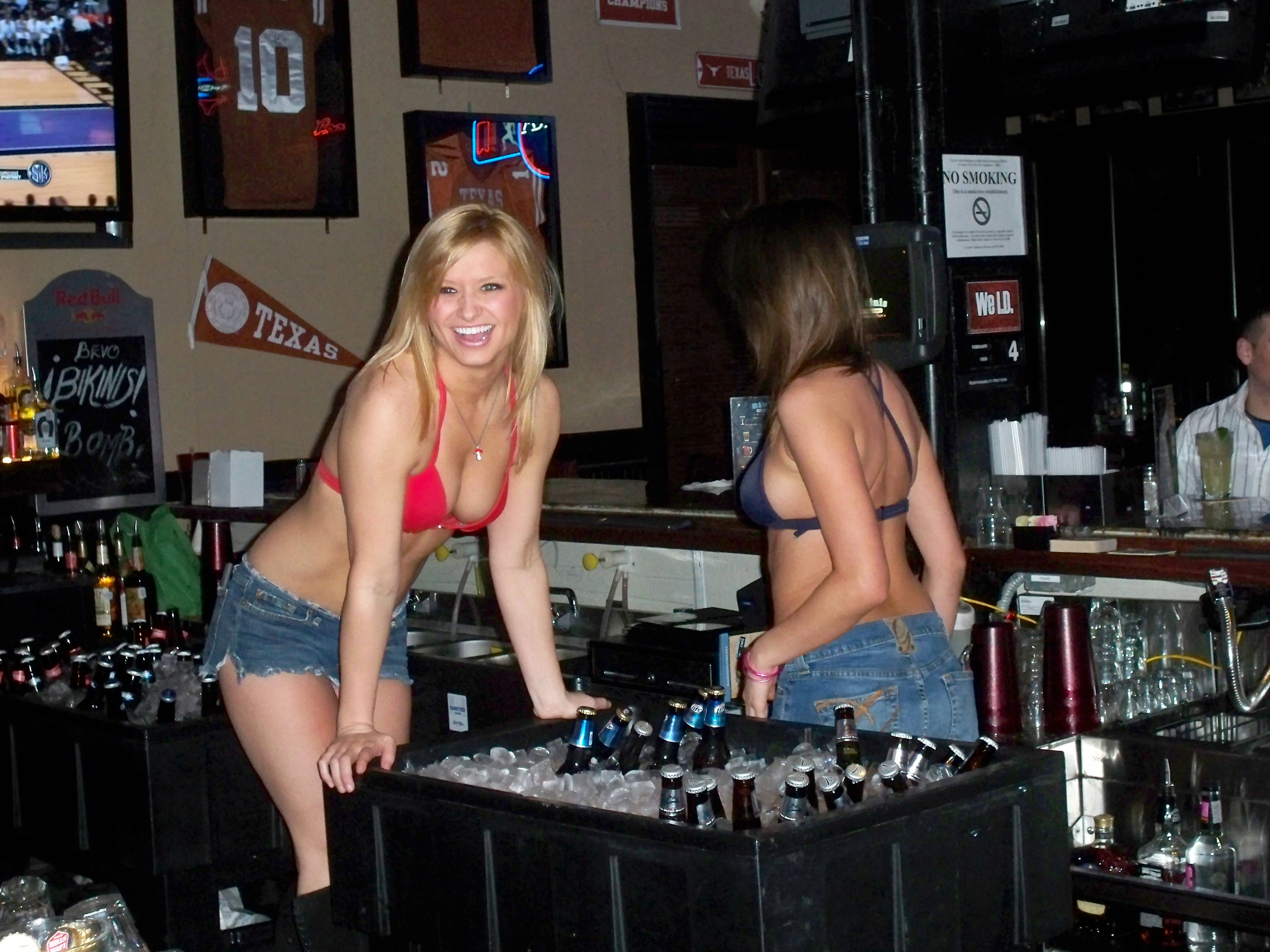
Hai cô bồi bàn ở nhà hàng Bikinis Sports Bar & Grill tại Texas

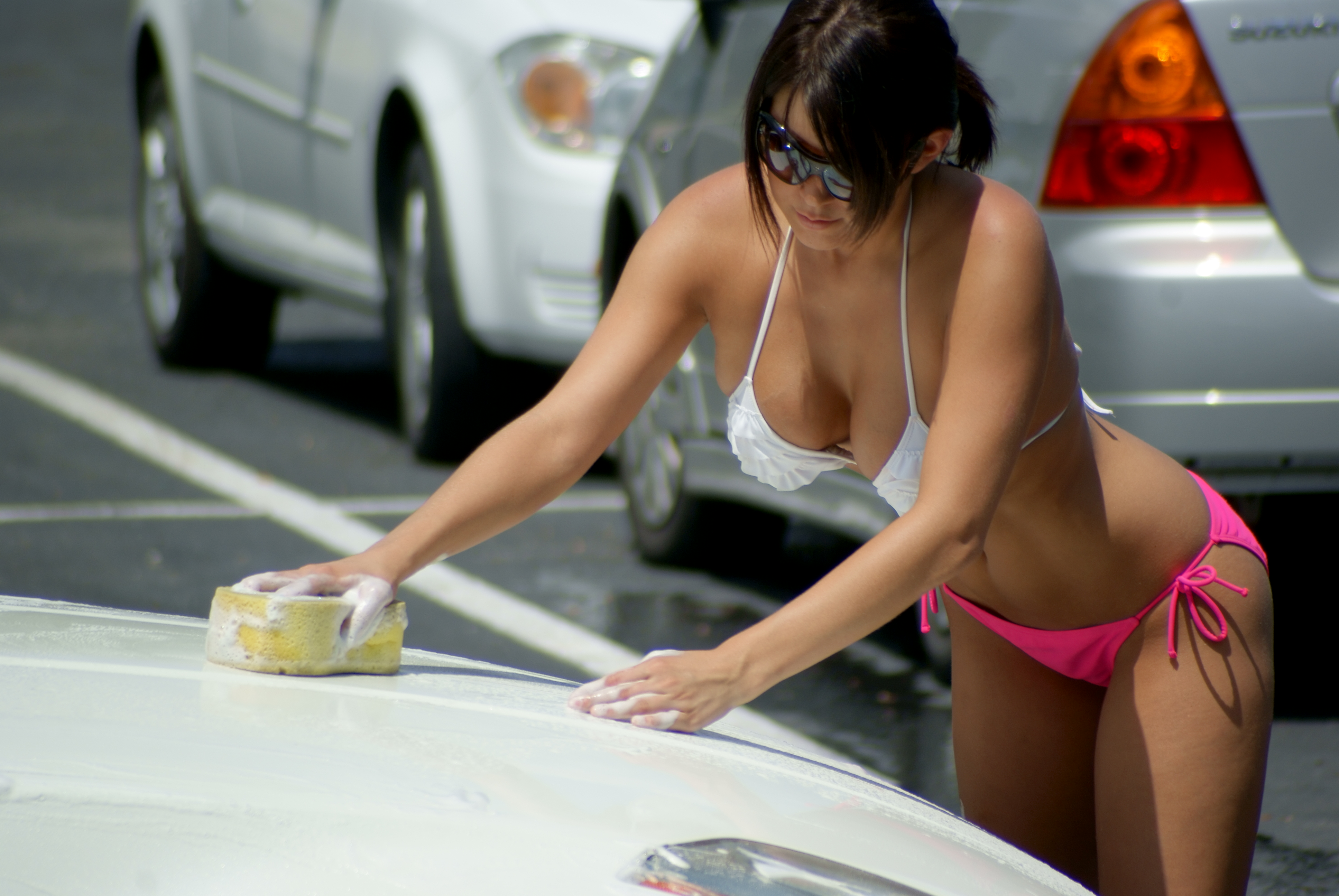
Nữ nhân viên lau chùi xe

Nhà hàng gợi cảm (Breastaurant, nghĩa đen là "Nhà hàng vú") là nhà hàng yêu cầu nhân viên phục vụ nữ phải ăn mặc hở hang. Thuật ngữ này xuất hiện từ đầu những năm 1990 sau khi chuỗi nhà hàng Hooters được khai trương tại Hoa Kỳ. Loại hình này sau đó đã được các nhà hàng khác áp dụng, bao gồm Tilted Kilt Pub & Eatery, Twin Peaks, Ojos Locos, Bikinis Sports Bar & Grill, The WingHouse Bar & Grill, Redneck Heaven và Bombshells Bar & Grill  dùng để chỉ một loại hình nhà hàng mà nhân viên phục vụ nữ (bồi bàn nữ) mặc trang phục gợi cảm, thường là áo bó sát, khoét sâu hoặc ngắn cũn cỡn, nhằm mục đích thu hút khách hàng, chủ yếu là nam giới. Nhân viên phục vụ nữ thường mặc đồng phục được thiết kế để khoe các bộ phận cơ thể, đặc biệt là ngực, mông, đùi và chân. Đối tượng khách hàng mục tiêu phần lớn nhắm vào đối tượng khách hàng nam giới. Những người ủng hộ loại hình nhà hàng này đã bị chỉ trích vì xem đây là sự đối tượng hóa tình dục đối với phụ nữ, việc đồi trụy hóa, quá tập trung vào yếu tố ngoại hình của nhân viên có thể làm lu mờ hoặc bỏ qua chất lượng thực sự của đồ ăn và dịch vụ khách hàng.

## Đặc điểm
Những nhà hàng kiểu này thường sử dụng tên thương hiệu mang tính chất ẩn ý kép về tình dục và cũng có thể là những nhà hàng theo chủ đề. Các nhà hàng có thể cung cấp các đặc quyền cho khách hàng, chẳng hạn như đồ uống có cồn và những nữ nhân viên phục vụ chiều chuộng, mơn trớn, tán tỉnh khách hàng. Thương hiệu Hooters được coi là công ty đầu tiên cung cấp dịch vụ nhà hàng gợi cảm, hoạt động từ năm 1983. Các công ty khác cũng sớm áp dụng loại hình này. Theo công ty nghiên cứu ngành công nghiệp thực phẩm Technomic, ba chuỗi cửa hàng bán đồ ăn nhanh hàng đầu tại Hoa Kỳ sau Hooters đều có mức tăng trưởng tốt với doanh số 30% trở lên vào năm 2011. Vào tháng 10 năm 2012, hãng Bikinis Sports Bar & Grill đã đăng ký thành công thuật ngữ "Breastaurant" làm nhãn hiệu tại Văn phòng Sáng chế và Nhãn hiệu Hoa Kỳ, nhưng tính đến ngày 24 tháng 5 năm 2019, nhãn hiệu đã hết hiệu lực theo điều 8 về "Việc tiếp tục sử dụng không được nộp trong Thời gian gia hạn". Bikinis Sports Bar & Grill đã đóng cửa nhà hàng cuối cùng vào ngày 23 tháng 12 năm 2018. Biến tấu táo bạo của nó là những nhà hàng khỏa thân là những nhà hàng cho phép thực khách của mình khỏa thân tự do hợp lệ khi ăn uống. Trên thực tế ở các nhà hàng này thường bao gồm hỗn hợp cả người mặc lẫn không mặc quần áo. Nước Anh có nhà hàng khỏa thân đầu tiên The Bunyadi ở London. Nhật Bản có nhà hàng khỏa thân đầu tiên The Amrita.